# HotMen CoolBoyz
HotMen CoolBoyz è un film del 2000 diretto da Knud Vesterskov.
Film pornografico gay di produzione danese ad alto budget girato in presa diretta che mescola sesso esplicito gay al cinema d'avanguardia, seguendo i dettami dei manifesti Puzzy Power e Dogma 95.
Il film è una produzione Puzzy Power/HotMale, le compagnie sussidiarie della Zentropa di Lars von Trier, che è produttore esecutivo della pellicola. La Zentropa ha realizzato anche film pornografici eterosessuali, Constance (1998), Pink Prison (1999) e All About Anna (2005).
Il film è stato distribuito in DVD dalla Colmax a partire dal 6 ottobre 2004, dopo essere stato rifiutato da molte case di distribuzione pornografiche, perché ritenuto troppo diverso dai classici prodotti hardcore.
HotMen CoolBoyz è stato candidato a cinque GayVN Awards, tra cui miglior film straniero, miglior direzione artistica, miglior fotografia, miglior montaggio e miglior solo performance.